# ヴェニアミーン・フレーイシュマン
ヴェニアミーン・ヨーシフォヴィチ・フレーイシマン（ロシア語: Вениами́н Ио́сифович Фле́йшман； ラテン文字：Veniamin Iosifovich Fleischman, Benjamin Fleischmann, Venyamin Fleishmann もしくは Fleyshman、1913年7月20日 - 1941年）は、ソビエト連邦のユダヤ系作曲家。『ショスタコーヴィチの証言』において、フレーイシュマンを愛弟子と認める評価が繰り返されたことから、西側でもにわかにその名が知られるところとなった。

## 経歴
1913年、トヴェリ州ベジェーツク生まれ。レニングラード音楽院作曲科にて1939年から1941年までドミートリイ・ショスタコーヴィチに師事し、アントン・チェーホフの短編小説を原作とする1幕オペラ《ロスチャイルドのヴァイオリン》に着手する。これは、19世紀ロシアのシュテットルの棺桶職人にしてフィドル奏者のブロンザと、同じ村のユダヤ人音楽家との反目と和解を描いたものである。
独ソ戦が勃発すると、フレーイシュマンは最前線に志願し、作品の完成を見ることなくレニングラード州クラスノエ・セローで戦死した。

## 死後の再評価
ショスタコーヴィチは才能ある学生の死を惜しんで、交戦中のレニングラードからフレーイシュマンの自筆譜を救い出し、1943年から翌1944年にかけて、その補筆・完成とオーケストレーションの作業を進めて行った。ショスタコーヴィチは総譜に、完成の日付を1944年2月5日と記入している。その後にショスタコーヴィチは1968年、このオペラが出版・上演されるようにした。
1960年7月20日に、ソ連作曲家同盟モスクワ支部において、モスクワ・フィルハーモニー管弦楽団の団員により試演された。最初の舞台上演は1968年4月にレニングラードで、マクシム・ショスタコーヴィチが指揮者を務める実験スタジオ室内オペラ座にて行われた。ソ連体制下では二度と舞台上演されなかった。

## 録音
《ロスチャイルドのヴァイオリン》の音源は、ゲンナジー・ロジェストヴェンスキー指揮ロッテルダム・フィルハーモニー管弦楽団の演奏により、RCAからCDが発売されている。

## 文献
- Лившиц А. Вениамин Флейшман, в кн.: Жизнь за Родину свою: очерки о композиторах и музыковедах, погибших в Великую отечественную войну. ― М., 1964